# Dolmen von Peycervier

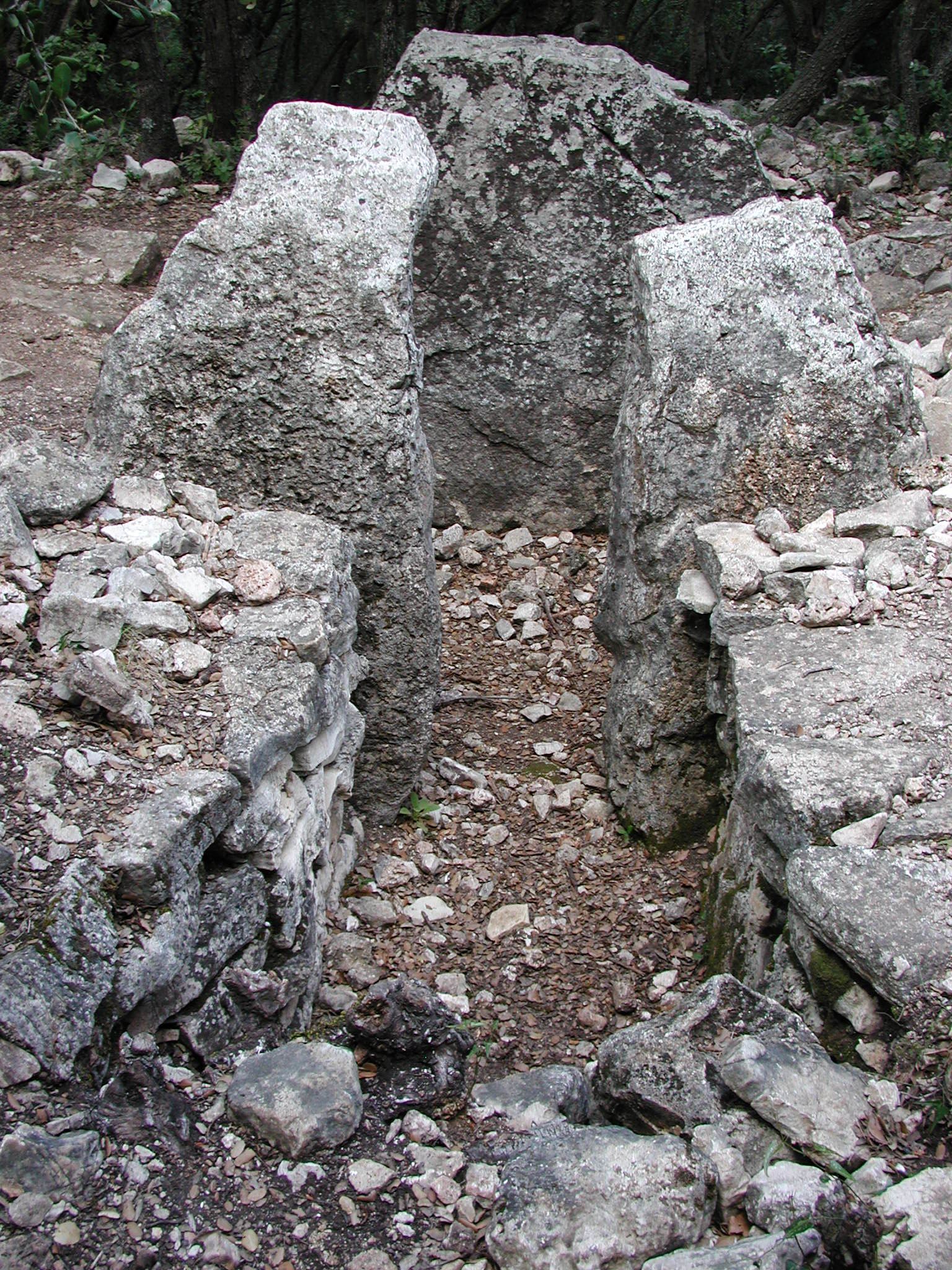
In Richtung Kammer gesehen

Der kleine Dolmen von Peycervier befindet sich westlich vom Dorf Lorgues bei Saint-Raphaël im Département Var in Frankreich.  Dolmen ist in Frankreich der Oberbegriff für neolithische Megalithanlagen aller Art (siehe: Französische Nomenklatur).
Der Dolmen wurde von der Stadt erworben und war 1990 Gegenstand einer Restaurierung durch Helen Barge. Er liegt in einem ovalen Cairn aus Geröll, der 12,5 × 11,0 m misst und etwa 1,5 m hoch ist. Die quadratische Kammer misst 1,6 m und wird durch beidseitiges Trockenmauerwerk, den Endstein und zwei Eingangspfeiler gebildet. Ein 1,7 m langer und 0,9 m breiter Gang öffnet nach Südwesten. Er besteht auf der Nordseite aus einer niedrigen Trockenmauer und im Süden aus einer von einer Mauer gekrönten kleinen Platte. Der Gang endet innerhalb des Hügels an drei übereinander liegenden Steinen.
Die Kammer wurde 1930 komplett geleert. Der Gang wurde 1973 von Gérard Sauzade ausgegraben. Die Grabbeigaben bestanden aus einer kurzen Dolchklinge, Pfeilspitzen, Geräten aus Feuerstein und einer Vielzahl von dekorativen Schmuckelementen (Olivaria Perlen, Anhängern, einem Bronzering). Dies legt nahe, dass der Dolmen im Chalkolithikum errichtet und in der Bronzezeit wiederverwendet wurde.

Dolmen von Peycervier
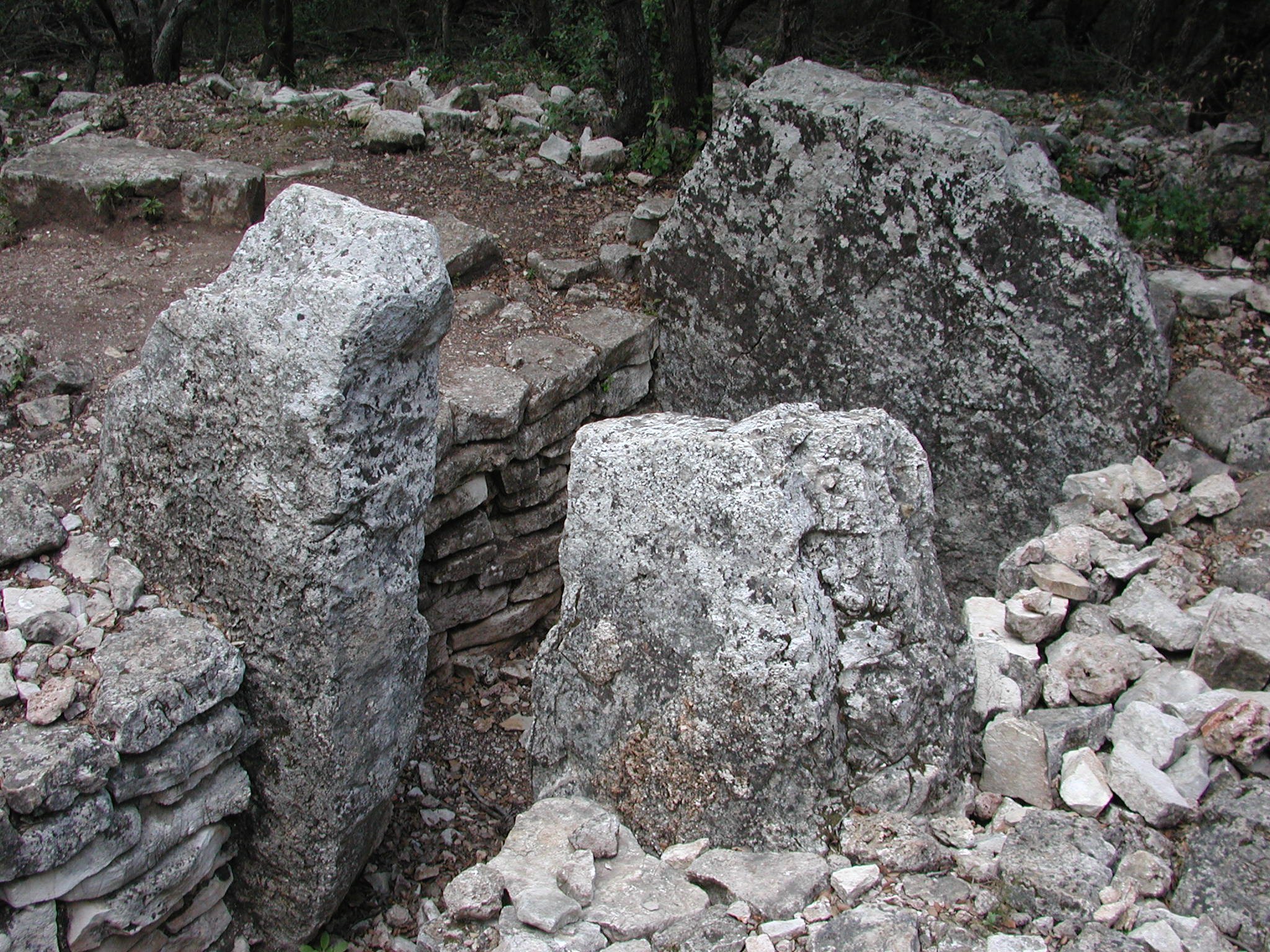
Die Kammer
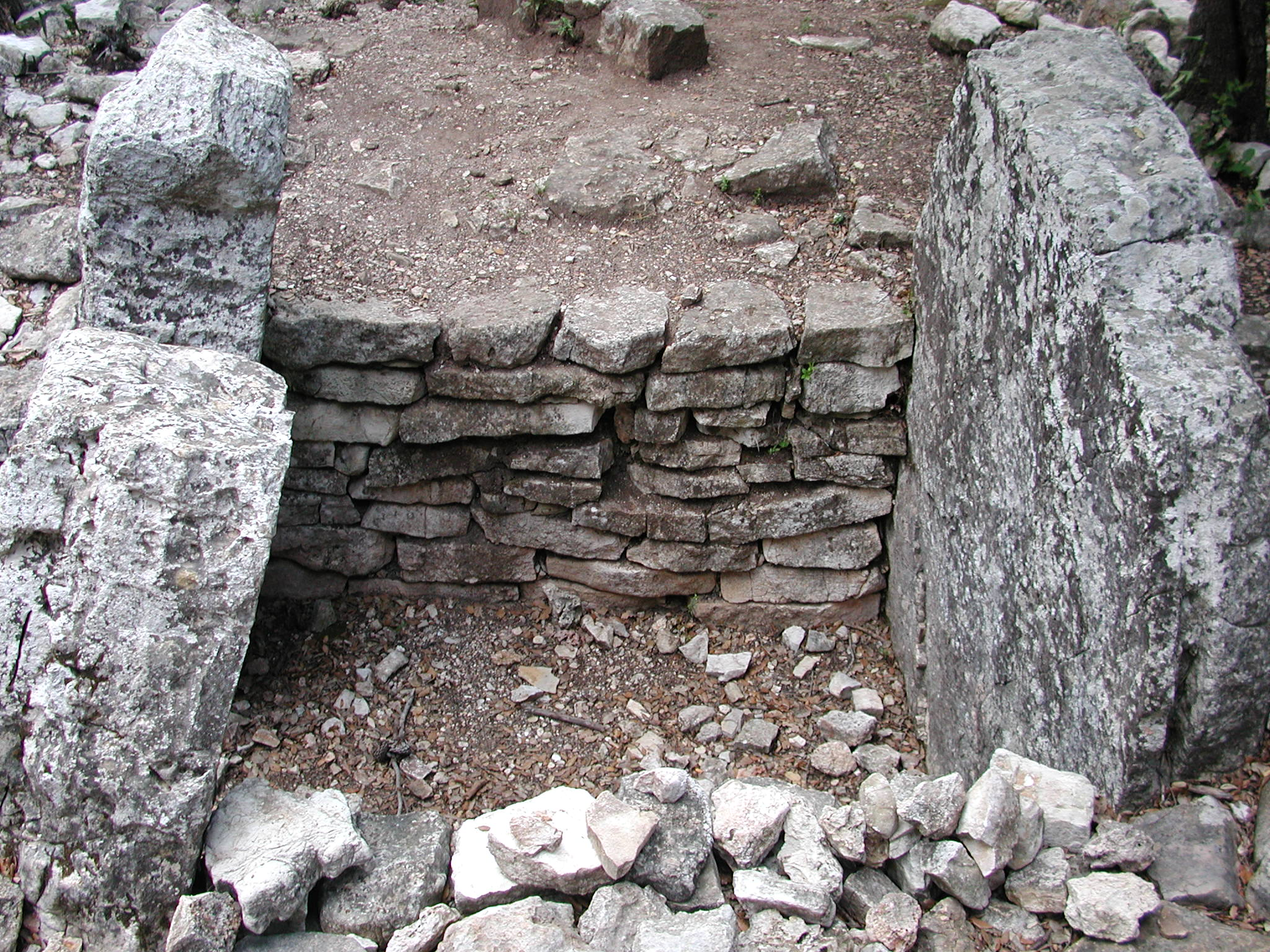
Seitenwand der Kammer
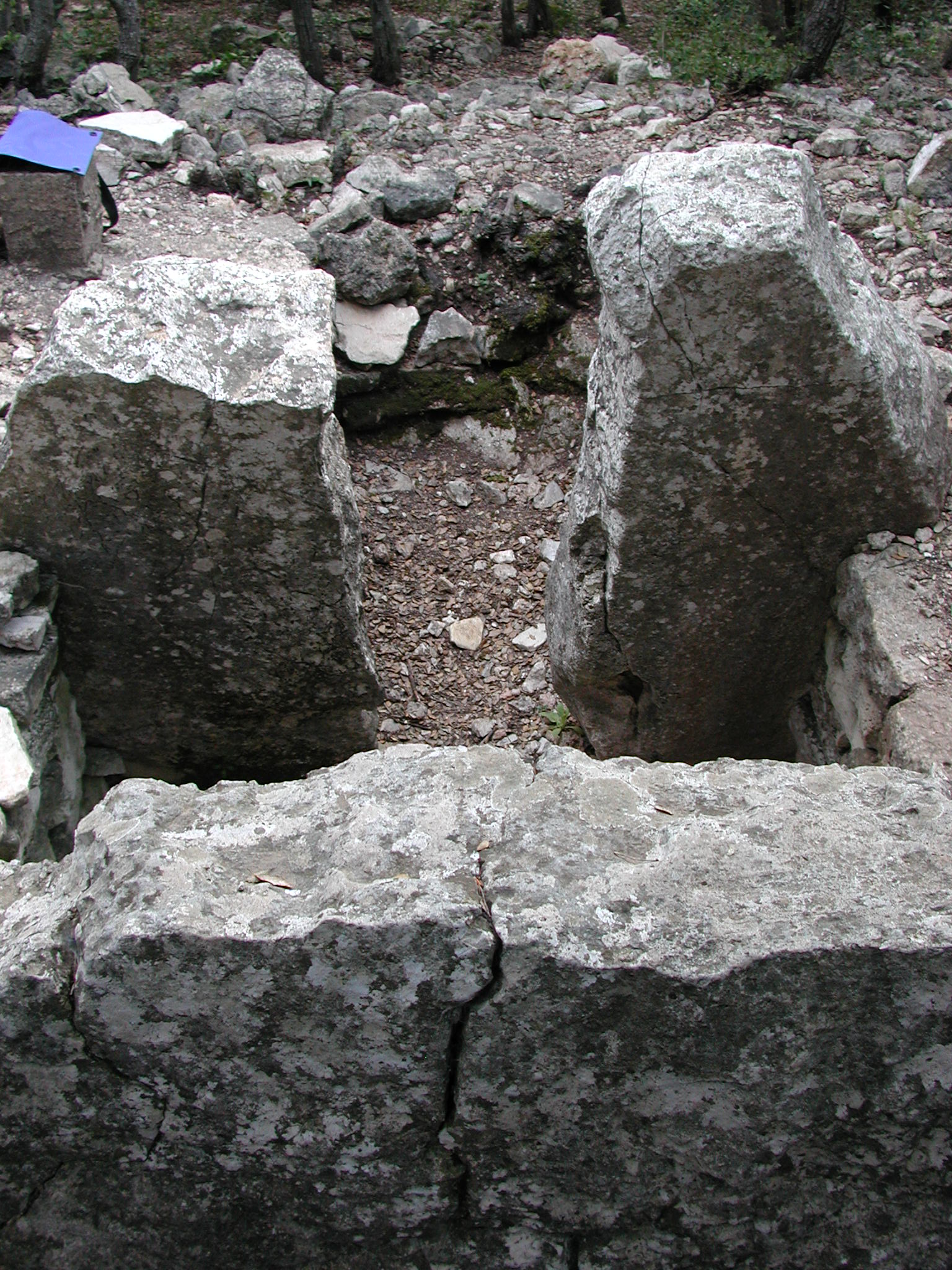
In Richtung Gang gesehen

Die Megalithanlage hat architektonisch große Ähnlichkeit mit dem etwa 60 km entfernten Dolmen von Riens.